# Ximena Anza

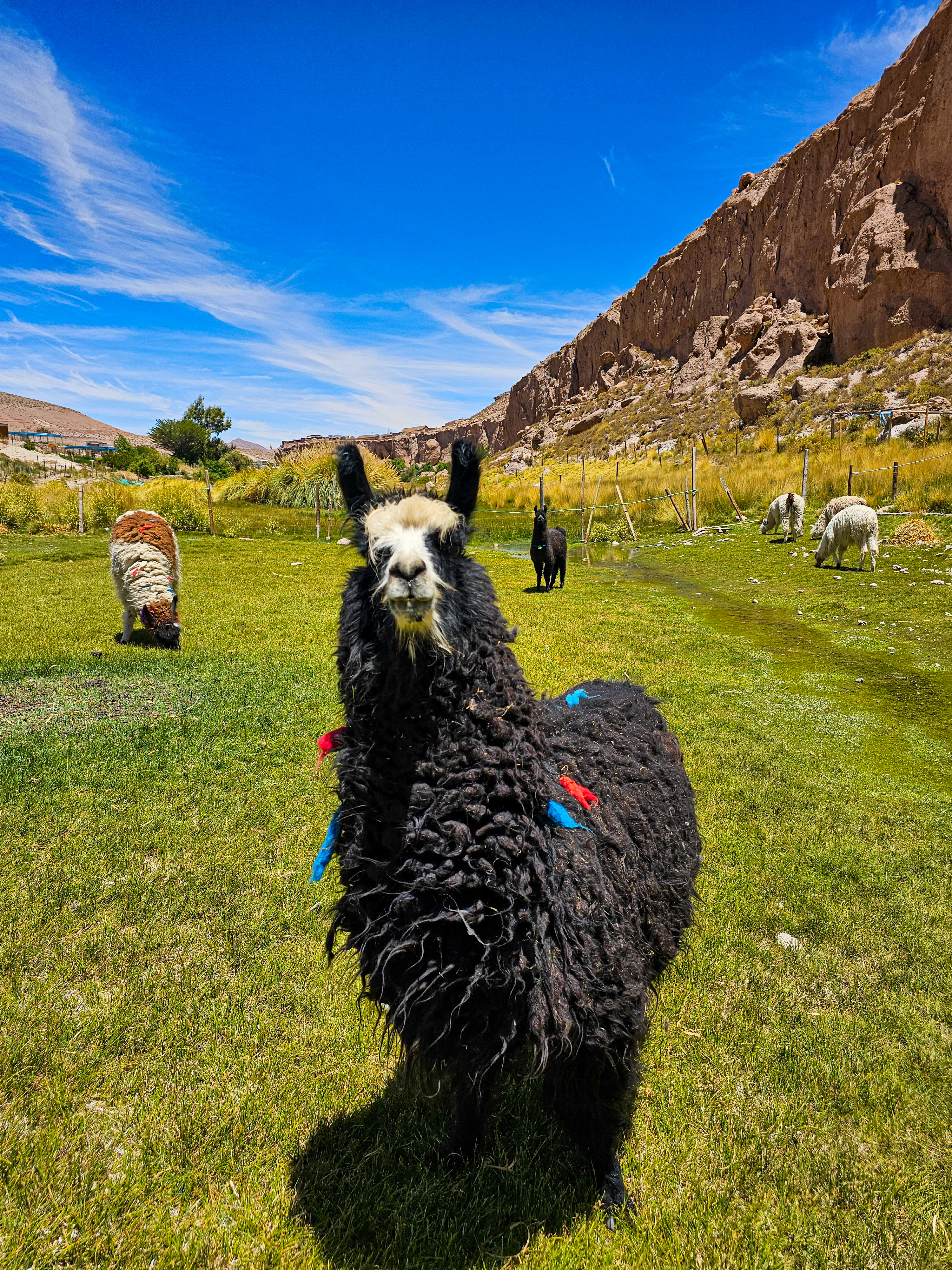
Corral para llamas perteneciente a Ximena Anza en la localidad de Caspana. De frente se aprecia a su llama que lleva nombre Machote.

Judith Ximena Anza Colamar es una lideresa chilena de la localidad de Caspana y cultora del sistema de ganadería camélida altoandina de ascendencia atacameña (o Likanantaí). En 2021 fue primera mayoría dentro de la elección de representante del pueblo atacameño para un escaño reservado en la Convención Constitucional, ocupando el puesto Félix Galleguillos, por corrección de paridad.

## Biografía
Antes de su elección a la Convención Constitucional, Anza estuvo muy involucrada en el activismo en su localidad natal de Caspana, Antofagasta, ejerciendo como secretaria de la Comunidad de Atacama en la región. Como activista, trabajó con la gobernación provincial de El Loa y el gobierno municipal de Calama para coordinar planes de desarrollo regional sostenible que incluyeran a las comunidades indígenas de Antofagasta.
En política ambiental, Anza ha expresado su preocupación de que el turismo insostenible representa una amenaza para el medio ambiente de Caspana. Ha propuesto un nuevo modelo de turismo, que estaría «liderado por personas de nuestra propia comunidad, protegiendo el medio ambiente y con una base que nos permita organizar el territorio bajo una mirada respetuosa».
Anza obtuvo la votación más alta para representar al pueblo atacameño en las elecciones a la Convención Constitucional chilena de 2021, recibiendo 954 votos a su favor, pero debido a la regla de paridad su dupla, Félix Galleguillos fue proclamado como convencional constituyente.

## Cultora del Sistema de Ganadería Camélida Altoandina
Su vinculación con la ganadería camélida comenzó en la niñez, alrededor de los 10 años, cuando inició sus labores de pastoreo. Según su testimonio:
"Nunca tuvimos muchas llamas. Ahora tenemos más y son apenas 20 cabezas porque nuestra forma de vida no nos permite tener más llamas. Con 15 llamas me iba al campo en el sector Tono, pastoreaba todos los días hasta antes que naciera mi hijo Maxi. Me encantan las llamas porque son inteligentes, limpias y son sumamente cuidadosas para bajar, porque si no saben el camino no bajan en cualquier lado, entonces, el camino por el que puedo bajar a mis llamas es un camino tropero."
A partir de 2007, asumió un papel más activo en las actividades ganaderas, reemplazando a su padre en varias de sus responsabilidades. Su padre, quien fue comunero y Encargado de la Ganadería durante aproximadamente cinco años, coordinaba tareas clave, como la organización de baños antisárnicos en colaboración con el Servicio Agrícola y Ganadero (SAG).
Ella relata cómo estas experiencias moldearon su compromiso:
"Mi papá me dejó el bichito de seguir en esto vinculando con la ganadería. Me tocó ayudarlo en el Comité Ganadero, donde había que hacer mucha estadística y ordenamiento."